# Albagiara
Albagiara es un municipio italiano situado en la provincia de Oristán, en Cerdeña. Tiene una población estimada, a fines de marzo de 2024, de 232 habitantes.

## Evolución demográfica
| Gráfica de evolución demográfica de Albagiara entre 1861 y 2024 |
|                                                                 |
| Fuente: ISTAT - Elaboración gráfica de Wikipedia                |